# Die Zeitfalle
Die Zeitfalle (Timestalkers, alternativ Time Stalkers) ist ein US-amerikanischer Science-Fiction-Abenteuerfilm von Michael Schultz aus dem Jahr 1987, der das Thema Zeitreise behandelt. William Devane, Lauren Hutton, John Ratzenberger, Forrest Tucker und Klaus Kinski sind in den Hauptrollen besetzt. 
Ray Brown schrieb das Drehbuch, das auf seinem eigenen Buch The Tintype beruht, gemeinsam mit Brian Clemens.

## Handlung
1985: 
Der Geschichtsprofessor Scott McKenzie ist Westernfan durch und durch. Diese Leidenschaft teilt er mit seinem kleinen Sohn Billy. Seine Frau Laurie beobachtet die beiden bei deren leidenschaftlichen „Duellen“, während sie sich für die Arbeit fertigmacht. Da auch Billy zur Schule muss, bringt Scott die beiden zum Auto. In der Nähe findet derweil eine Verfolgungsjagd zwischen Polizei und einem Verkehrsrowdy statt. Billy klettert durchs Fenster in den Wagen und Scott verabschiedet sich von seiner Familie und geht danach ins Haus, während Laurie vom Grundstück fährt. Plötzlich geschieht das Schreckliche: Der Wagen des Verkehrsrowdys überschlägt sich und begräbt das Auto der McKenzies unter sich. Scott, der im Haus das Krachen gehört hat, rennt zur Unfallstelle, kann seine Familie aber nicht mehr retten. 
1986: 
Ein Jahr später übt sich Scott noch immer mit seinem Revolver, seine Leidenschaft für den Wilden Westen ist inzwischen zur Routine geworden. Während er auf die Zielscheibe schießt, fährt ein Militärfahrzeug vor. Diesem entsteigt sein Freund General Joe Brodski. Er holt ihn für eine Auktion ab, bei der Westernunikate versteigert werden. Nebenbei möchte Joe seinen besten Freund verkuppeln, was dieser jedoch derzeit nicht möchte, da er die Ereignisse des letzten Jahres noch nicht verarbeitet hat. Scott fährt mit Joe zur Auktion. Dort schauen sie sich einige Gegenstände aus dem Wilden Westen an. Dabei fallen ihnen zwei Koffer auf, die sie ersteigern wollen, wobei Joe den Koffer mit dem Einschussloch wählt. Der Auktionator beginnt die Auktion, erklärt aber zunächst etwas über ein handgefertigtes Klappmesser. 
1886:
Die Handlung wechselt in das Jahr 1886. Hier sieht man einen Mann eben dieses Klappmesser anfertigen. Er sitzt inmitten weiterer Cowboys an einem Lagerfeuer, als sich ein älterer Mann mit weißem Haar und hellem Mantel nähert. Er sagt, er sei dem Duft des Kaffees gefolgt und würde gerne einen abbekommen. Die Männer wirken etwas misstrauisch, da eben dieser Mann seltsame Fragen stellt. Dabei will er unter anderem wissen, ob die Bande einen Mann gesehen hat, der Sterne auf seinem Revolver mit einem Griff aus Ebenholz trägt. Gerade als einer der Männer antworten will, wird dieser von seinem Kameraden unterbrochen, der dem Fremden nicht traut. Kurz darauf nimmt sich der Weißhaarige jenen Mann vor, der antworten wollte. Als dieser auf einmal von nichts wissen will, greift der Fremde ihn plötzlich an und verlangt seinen Namen, jedoch beteuert der Mann, dass er sich nur an den Revolver mit Sternen erinnern kann. Der Fremde dankt ihm und bittet darum, nicht zu schießen, da er ohnehin schneller sei. 
1986:
In der Gegenwart wurde das Klappmesser bereits verkauft. Nun werden die beiden Koffer versteigert. Der Auktionator stellt die Gegenstände darin vor und bittet nun um Gebote. 
1886:
Der Fremde mit den weißen Haaren kommt derweil in einer Bar an. Auch dort fragt er nach dem mysteriösen Revolverhelden. Dadurch wird Sam, ein kartenspielender Cowboy, auf ihn aufmerksam und fragt ihn aus. Dabei bemerkt Sam, dass der Fremde mehrmals lügt. Nachdem der Fremde ihn grinsend stehen lässt, fühlt sich Sam provoziert und will ihn mit seinen beiden Freunden vor dem Saloon stellen. Der Fremde erweist sich aber tatsächlich als schneller Revolvermann und erschießt die Drei kurzerhand. Kurz darauf werden die drei toten Cowboys für ein Foto aufgebahrt, der Fremde steht dabei im Hintergrund und gerät dadurch unwissentlich mit auf das Bild, während er seine Waffe neu lädt. 
1986:
Scott gelingt es, die Koffer zu ersteigern, und Joe bekommt tatsächlich den mit dem Einschussloch. Wieder zuhause schaut er sich die Fundstücke aus dem Koffer an. Darunter findet sich auch eine Fotografie aus dem Jahre 1886, auf der sowohl die drei verstorbenen Cowboys als auch der weißhaarige Fremde zu sehen sind. Dabei fällt Scott auf, dass es die Waffe, die der Fremde lädt, zu jener Zeit vor 100 Jahren noch gar nicht gegeben haben kann. 
1886:
Der Fremde ist mit dem Laden der Waffe fertig und kommt beim Hufschmied vorbei. Dieser weiß auch nicht, wer der Revolverheld ist, den der Fremde sucht. Dafür aber erfährt er vom Old Rattler, einem Fluss in der Nähe. Der Fremde scheint ihn zu kennen und reitet los. 
1986:
Scott möchte herausfinden, ob er sich täuscht oder ob die Waffe auf dem Foto wirklich nicht in diese Zeit passt. Auf einem Computer schauen sich Scott und Joe das Bild an, während Joe erneut versucht, seinen Freund zu verkuppeln, was dieser aber dankend ablehnt. Als Joe den Bildausschnitt mit der Waffe vergrößert, ist sich Scott sicher: Die Waffe ist eine .357-Magnum und wurde erst 1980 hergestellt. Scott vermutet eine Fälschung, aber ein Kollege Joes bestätigt die Echtheit. Am Abend überlegt er, ob es Zeitreisen wirklich geben könnte. Anders wüsste er sich nicht zu erklären, wie die Waffe sonst auf das Bild gekommen sein könnte. 
1886:
Der Fremde hat den Fluss erreicht und beobachtet einige Männer und Frauen beim Wasserbad. Er sieht sich die Revolvergriffe der am Ufer liegenden Waffen an. Dann taucht der Anführer der Bande auf, die sich als Postkutschenräuber entpuppen. Doch auch er hat nur einen normalen Holzgriff am Revolver. 
1986:
Am nächsten Morgen will der Professor seine Zeitreisetheorie mit seinen Studenten erörtern, die dies allerdings mit Belustigung aufnehmen. Als Scott die Fotografie auf der Leinwand zeigen will, beginnt es plötzlich zu flackern, bis der Strom ganz ausfällt. Im Hof erscheinen Blitze und ein blaues Licht. Anschließend geht eine junge Frau auf die Uni zu. Während Scott die Stunde beendet, tritt die Frau ins Klassenzimmer und liest Scotts Theorie. Sie bringt seine Adresse in Erfahrung und besucht ihn. Scott macht gerade wieder seine Schießübungen im Hof. Die junge Frau stellt sich als Georgia Crawford vor. Sie gibt vor, Interesse an Scotts Studien und Theorien zu haben. Sie sieht sich auch das Bild an und will sich mit dem Professor auch gleich auf die Suche nach jener Stadt begeben, in der das Foto gemacht wurde. Scott ist zugleich verwundert und fasziniert von der hübschen jungen Frau, da sie manchmal merkwürdig spricht. Sie begeben sich auf die Suche, haben aber zunächst keinen Erfolg. Nach einigen Geisterstädten will der Professor aufhören, doch Georgia gelingt es, ihn zum Weitermachen zu überreden. Auch spricht sie wieder merkwürdig und hält den Aschenbecher für ein Radio. Das nächste Ziel ist Crossfire. Georgia erkennt die Stadt sofort, sie sind am Ziel. Sie beschließen, sich dort umzusehen und trennen sich. In einem Stall offenbart sich, dass Georgia eine Zeitreisende ist. Sie holt einen kleinen Zeitkristall hervor und gibt etwas ein, woraufhin Blitze auftauchen und Georgia in ein blaues Licht gehüllt wird.
1886:
Georgia kommt im Jahr 1886 an. Dort trifft sie ebenfalls auf den Hufschmied, der auch sie zum Fluss schickt. Dort sucht sie die Gegend nach jemandem ab, den sie dem Hufschmied als weißhaarig beschrieben hat. Nicht weit von ihr liegt der Gesuchte, es ist der Fremde auf der Lauer und bemerkt das Erscheinen der jungen Frau. Er scheint sie unter dem Namen Crawford zu kennen. Diese erwehrt sich einer Schlange und reitet zurück nach Crossfire. Der Fremde folgt ihr. 
1986:
Scott erinnert sich an ein Gespräch mit seinem Sohn Billy über Westernstädte, während seine Frau Laurie ihn damals zum Baden abholte. 
1886:
Georgia begibt sich wieder in den Stall und reist zurück ins Jahr 1986.
1986:
Scott hat inzwischen bemerkt, dass Georgia nicht auf seine Rufe reagiert hat und sucht nach ihr. Da bemerkt er ein blaues Schimmern im Stall. Dort wird er Zeuge, wie Georgia gerade ankommt. Der Professor ist geschockt und will wissen, was hier los ist. 
1886:
Auch der Fremde erreicht den Stall, und es zeigt sich, dass auch er ein Zeitreisender ist. Er folgt Georgia in Scotts Gegenwart des Jahres 1986.
1986:
Georgia erklärt dem verdutzten Professor, dass sie tatsächlich eine Zeitreisende ist, aber aus dem Jahr 2586 stammt. Sie will ihm noch mehr erklären, aber erst mal nach Hause fahren. Als die beiden losfahren, kommt auch der Fremde an. Er verpasst die beiden zwar knapp, kann aber das Kennzeichen noch lesen. Zuhause bei Scott angekommen, erzählt Georgia ihre Geschichte über den Fremden, den sie verfolgt. Sein Name ist Dr. Joseph Cole. 
2586:
Georgia und Cole sind im Jahre 2586 Arbeitskollegen, Cole ist Leiter des Projektes Zeitreise. Georgias Vater Matthew Crawford ist zudem Coles Partner und auch dessen Vorgesetzter und persönlicher Freund. Leider wird das Zeitreiseprojekt als gefährlich eingestuft, und Cole darf nicht weiterforschen. Als Crawford ihm dies mitteilt, rastet Cole aus, hat er doch sein ganzes Leben in dieses Projekt gesteckt und geplant, in der Zeit zu reisen und sie zu verändern. Als Crawford ihn darauf hinweist, dass das Projekt weder ihm noch Cole gehöre und die Veränderung der Zeitlinie zu gefährlich sei, kommt Cole wieder zur Besinnung und verlässt das Labor. Georgia erlebt den Streit hautnah mit. Allerdings lässt Cole seinen Plan nicht ruhen. Er stiehlt den Zeitkristall, tarnt sich als Cowboy und will in die Zeit flüchten. Als zwei Sicherheitsbeamte ihn stellen, greift er sie an und verschwindet. 
1986:
Während Georgia ihre Erzählung beendet, lässt Cole sich als Anhalter mitnehmen. Er wirft den Fahrer aus dem Pick-up, nachdem dieser Scott als Besitzer erkannt hat. Dieser überlegt nun zusammen mit Georgia, wieso Cole sich ausgerechnet den Wilden Westen ausgesucht hat. Offenbar will er ein Ereignis aus dieser Zeit verhindern oder verändern. Da Georgia allerdings keine Lust hat, einen ganzen Monat auf der Lauer zu liegen, beschließen die beiden, das genaue Datum und das Ereignis herauszufinden. Cole wird inzwischen von einem Polizisten darauf hingewiesen, dass er im Halteverbot steht. Er erkundigt sich noch nach der Adresse der Uni und fährt weiter. 
Scott fällt ein, wen sie fragen können. Es ist ein alter Freund von ihm, Texas John Cody. Dieser hat eine große Sammlung an Western- und Countrysongs und ein Wissen über diese Zeit wie kein anderer. Cody erklärt, dass er den Old Rattler in einem Lied schon einmal gehört hat. Nach kurzer Suche werden sie auch fündig. In diesem Lied ist von einem Überfall auf eine Postkutsche sowie von dem Mann mit Sternen auf dem Revolvergriff die Rede. Und in der Postkutsche sitzt ein ganz besonderer Passagier: der amerikanische Präsident. Nun sind Scott und Georgia dem Ziel ein Stück näher. Jedoch wissen sie noch nicht, warum der Präsident damals in der Postkutsche saß. Diesmal hat Joe die rettende Lösung. Als General hat der Westernfan alles über die Kavallerie gesammelt. An einer Raststätte ruft Scott seinen besten Freund an, und als Joe hört, dass es für eine Frau ist, ist er sofort Feuer und Flamme. Er verspricht, die Unterlagen zur Geschichte von Crossfire herauszusuchen. Mittlerweile ist Cole an Scotts Haus angekommen. Er bricht ein und durchwühlt das Haus ebenfalls auf der Suche nach Informationen zu der Westernstadt. Joe spricht Scott auf den Anrufbeantworter, dass er die Informationen gefunden hat, was Cole hellhörig werden lässt. Dabei wird er von zwei Polizisten überrascht, die er auf der Flucht niederschiesst.
Scott ahnt von all dem nichts und bespricht das weitere Vorgehen mit Georgia. Durch eine zufällige Bemerkung Georgias hat Scott plötzlich den Schlüssel zu Coles Vorhaben. Ihm fällt ein, dass der Präsident einen Begleiter dabei hatte, der genauso heißt wie Georgias Vater. Cole will also Crawfords Vorfahren töten, damit dieser in der Zukunft nicht mehr seinen Plänen im Weg stehen kann. Er bricht mit Georgia umgehend auf, um von Joe schnellstens die Informationen zu dem unbekannten Ereignis zu bekommen. Cole ist jedoch schon vor Ort an Joes Militärbasis. Da er aber so nicht hineinkommt, greift er zu einem Trick. Cole reist 60 Jahre in die Vergangenheit und kann so das Gebiet betreten, da die Basis zu dieser Zeit noch gar nicht existiert. Weit genug drinnen reist er nun wieder zurück nach 1986.
Während Scott und Georgia am Eingang eintreffen, ist Cole bereits in der Basis und greift Joe in dessen Büro an. Da Joe vor Cole gewarnt wurde, versucht er, diesen außer Gefecht zu setzen. Dabei wird er von Cole erschossen. Dieser flüchtet mit den Unterlagen. Scott findet Joe und verfolgt Cole in die Garage. Dort bedauert Cole, dass er McKenzie auf diese Weise kennenlernt. Dann verschwindet er in die Zeit zurück nach 1886. Scott und Georgia verlassen die Basis, nachdem auch sie die Informationen bekommen haben. Am Straßenrand bekommen sie schließlich heraus, dass es sich bei dem unbekannten Ereignis um den Unabhängigkeitstag handelt und dass der Überfall eine Woche später stattfand. Cole will daraus ein Massaker machen. Nun haben sie endlich das Datum. Als Georgia starten will, will sich Scott anschließen, da er nun niemanden mehr in seiner Zeit hat. Nach einigem Zögern stimmt Georgia zu, und die Reise beginnt. 
1886:
Als die beiden ankommen, ist auch Cole in der Nähe auf der Lauer. Nach kurzer Zeit taucht tatsächlich die Kutsche auf, die auch prompt von den Banditen angegriffen wird. Mitten im Chaos taucht noch ein weiterer Mann auf: Es ist der Revolverheld mit den Silbersternen auf dem Revolvergriff. Er greift die Banditen an und kann einige ausschalten, als er plötzlich von seinem Pferd geschossen wird. Scott und Georgia ist sofort klar, dass das Coles Tat war. Scott will Cole aber aufhalten und läuft zu dem Revolverhelden und übernimmt dessen Part, sodass er nun selbst Retter wird. Dies bemerkt Cole und greift nun seinerseits den Professor an und schießt dabei auch auf Crawford, der versucht, Cole abzulenken. Scott kann die Banditen aufhalten, stürzt aber als Cole auf sein Pferd schießt. Scott steht wieder auf und fordert Cole zu einem Duell heraus, das dieser aber verliert, weil der Professor als geübter Schütze schneller ist. Cole stirbt mit den Worten: „Sie haben es gerade so geschafft“. Georgia schaut inzwischen nach dem verletzten Crawford, dem sie irgendwie vertraut vorkommt. Glücklicherweise ist es nur ein Streifschuss, die Crawford-Linie ist somit gerettet. Nach der Verabschiedung reist die Kutsche weiter, und Georgia bringt den Professor wieder in seine Zeit zurück. 
1986:
Im Haus von Scott kommt es zwischen Georgia und Scott nun zum Abschied, da auch sie nach Hause zurück in ihre Zeit muss. Als sie ihn ein letztes Mal umarmt, fällt ihr Blick auf das Foto mit seiner Familie. Als sie den Zeitkristall aktiviert, sagt sie nur, dass sie die Regeln nicht brechen darf, aber ein wenig beugen schon. Dann verschwindet sie. 
1985:
Im nächsten Moment findet sich der Professor beim Auto wieder, als Billy erneut durchs Fenster klettert und Laurie sich zur Abfahrt bereit macht. Auch die Sirenen sind wieder zu hören. Die Szene wiederholt sich bis zu dem Moment, als Scott ins Haus gehen will. In diesem Moment kehren seine Erinnerungen an das vergangene Abenteuer und die drohende Gefahr für Laurie und Billy zurück. Er rennt dem Wagen hinterher und schafft es, dass Laurie wieder vorwärtsfährt, was den beiden diesmal das Leben rettet. Laurie ist erstaunt, dass Scott dies kommen sah. Doch dieser behält sein Geheimnis lieber lächelnd für sich.

## Produktion

### Hintergrund, Produktionsnotizen
Die Geschichte ist an Ray Bradburys Kurzgeschichte Ferner Donner (Englisch A Sound of Thunder) angelehnt, die die später als Schmetterlingseffekt bekannt gewordene Theorie behandelt. Das Drehbuch schrieb Brian Clemens, der vor allem mit den Fernsehserien Die Profis, Thriller und Mit Schirm, Charme und Melone bekannt wurde. Serienregisseur Michael Schultz (u. a. Ally McBeal) inszenierte den Film, in dem der Schauspieler Forrest Tucker seine letzte Rolle spielte.
Einige der Außenaufnahmen wurden auf der Newhall Ranch bei Valencia und beim Ennis-Brown House in Los Angeles, Kalifornien, gedreht.

### Veröffentlichung, Synchronisation
Der von Fries Entertainment für CBS produzierte Fernsehfilm wurde in den Vereinigten Staaten erstmals am 10. März 1987 ausgestrahlt und später auf VHS-Videokassette veröffentlicht. Im Vereinigten Königreich erschien der Film im Juli 1990 und in Portugal im Januar 1993. Veröffentlicht wurde er zudem in Brasilien, Kanada, Finnland, Frankreich, Ungarn, Italien, Japan, Polen, Rumänien, in der Sowjetunion, in Spanien und im ehemaligen Jugoslawien.
In der Bundesrepublik Deutschland wurde der Film im Dezember 1987 auf Video veröffentlicht. Am 15. Juli 2016 veröffentlichte das Studio Pidax Film Media Ltd. den für das Fernsehen im Bildseitenformat 4:3 produzierten Film dann auf DVD.
Sowohl bei der DVD- als auch bei der VHS-Version wurde die erste Synchronisationsfassung von 20th Century Fox verwendet; in dieser leiht Lothar Blumhagen dem von Klaus Kinski gespielten Dr. Cole seine Stimme. Engelbert von Nordhausen spricht für John Ratzenberger (General Joe Brodsky), Helmut Krauss für James Avery (Hufschmied), Hans-Jürgen Wolf für Tracey Walter (Sam) und Kurt Goldstein für William Devane (Scott McKenzie).
In einer zweiten Synchronisation aus dem Jahr 1990, vom ZDF in Auftrag gegeben, wird die von Kinski verkörperte Figur von Fred Maire gesprochen. Reinhard Glemnitz leiht in dieser zweiten Synchronisation John Ratzenberger (General Joe Brodsky) seine Stimme, Christine Isensee leiht ihre Stimme Lauren Hutton (Georgia Crawford), Joachim Höppner William Devane (Scott McKenzie) und Kurt E. Ludwig Forrest Tucker (Texas John Cody).
Die Originalstimme von Klaus Kinski ist in keiner der deutschen Fassungen zu hören.

## Kritik
TV Spielfilm war der Meinung: „Netter B-Film von Serienregisseur Michael Schultz (‚Ally McBeal‘, ‚Buffy‘). Fazit: Einige hübsche Ideen - mehr leider nicht.“
Die New York Times führte aus: „Timestalkers, directed by Michael Shultz, manages to be disarming by never pretending to be more than it is – a cleverly devised bit of entertainment.“ (sinngemäß: Entwaffnend schafft Schultz es, ein geschickt entwickeltes Stück Unterhaltung zu bieten, indem er nicht vorgibt, einen Film inszeniert zu haben, der mehr sei, als er letztendlich ist).